# John Kilgour
Pour les articles homonymes, voir Kilgour.
John C. Kilgour, né le 11 novembre 1835 à Cincinnati où il est mort le 30 octobre 1914, est un homme d'affaires et banquier américain. 

## Biographie

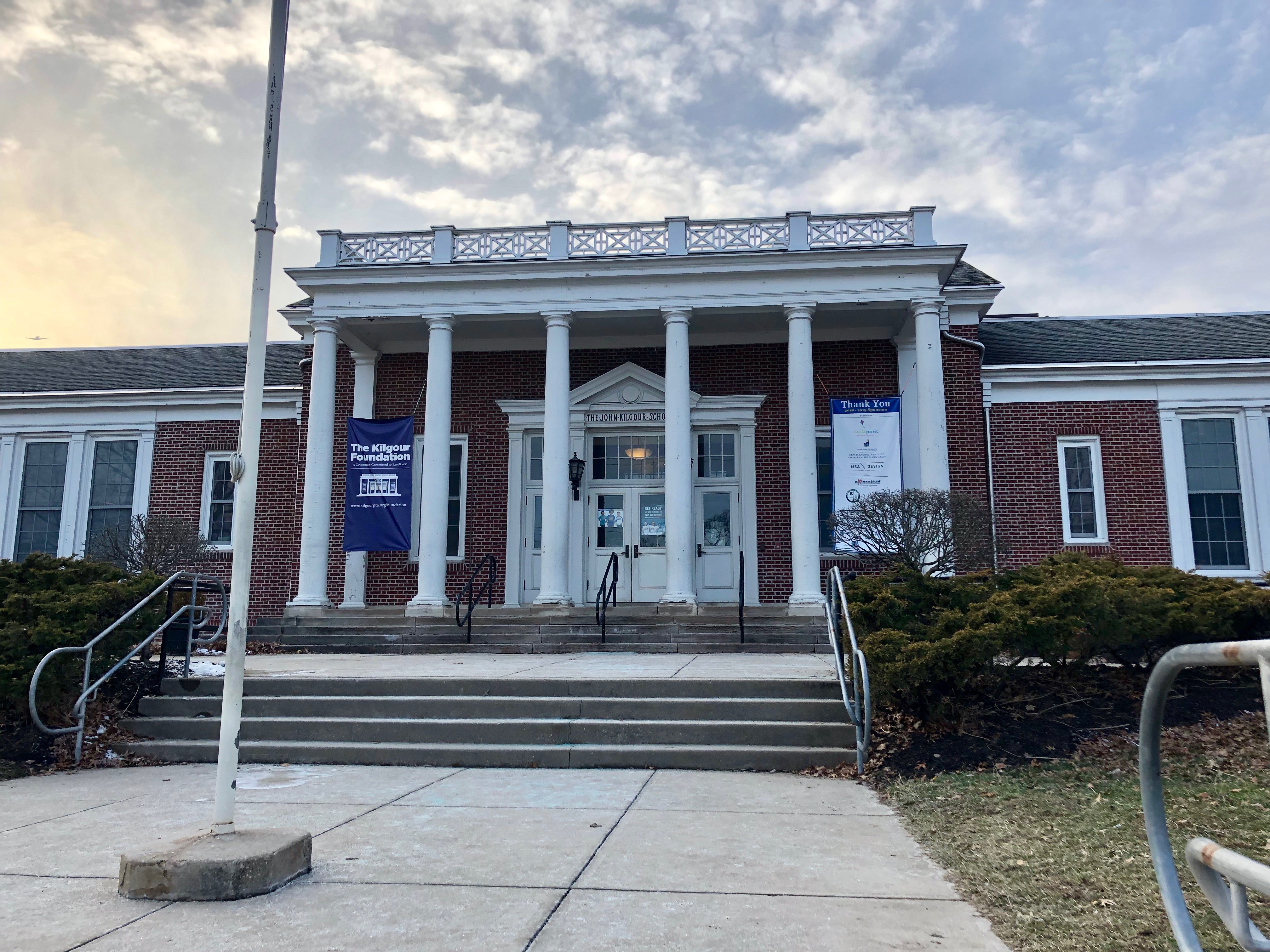
John Kilgour School à Cincinnati

John Kilgour est célèbre pour avoir donné, comme Président du Cincinnati Street Railway, en 1872, un terrain pour construire l'observatoire astronomique de la ville qu'il contribue à financer. 
Une école et divers monuments de Cincinnati ont été nommés en son honneur. 
Jules Verne le mentionne sous le nom de « Kilgoor » dans le premier chapitre de son roman Robur-le-Conquérant et a pris vraisemblablement sa source dans la revue La Nature (vol. 7, 1879) ou dans Cosmos (vol. 50, 1879), qui l'orthographient aussi ainsi. 
Il est inhumé au Spring Grove Cemetery (en).